# Universidad de las Ciencias de la Salud Hugo Chávez Frías
La Universidad de las Ciencias de la Salud (UCS) es una universidad pública ubicada su sede principal en Caracas (Venezuela) y con diferentes núcleos a nivel nacional, forma parte del Sistema Nacional de Salud, sujeta también a los lineamientos del Ministerio del Poder Popular para la Salud (MPPS) y Ministerio del Poder Popular para la Educación Universitaria (MPPEU). Es conocido por ser el centro de formación de Médicos Integrales Comunitarios (MIC).
La UCS tiene diferentes sedes alrededor de los estados de Venezuela, principalmente en Nueva Esparta, Zulia, Aragua, Miranda, Mérida y Barinas. Su actual rector es Carlos Alvarado.

## Historia
El 21 de agosto de 2005, durante el programa Aló Presidente n.° 233, celebrado en Villa Bolívar del municipio Sandino en Cuba, el entonces presidente Hugo Chávez, junto con Fidel Castro, firmaron el Compromiso de Sandino, un tratado de integración para atender a la población basado en la solidaridad hacia los pueblos de América. En este contexto, se anunció la creación de la UCS «Hugo Chávez Frías» en el momento de establecer la Misión Alma Mater.
Nueve años después, el 8 de octubre de 2014, la UCS fue creada mediante un decreto n.° 1317 emitido por el presidente Nicolás Maduro, el cual se publicó en la Gaceta Oficial de Venezuela n.° 40 514.
La UCS inició sus actividades formales el 6 de julio de 2016, con la designación de sus autoridades según la Resolución n.° 180 publicada en la Gaceta Oficial n.° 40 938 del 6 de julio de 2016 y la Resolución n.° 201 del 29 de julio de 2016, publicada en la Gaceta Oficial de la República Bolivariana de Venezuela n.° 40 956 del 1 de agosto, emitidas por el Ministerio del Poder Popular para Educación Universitaria, Ciencia y Tecnología.
El 11 de julio de 2016, el Ministerio de Educación Universitaria, Ciencia y Tecnología autorizó la gestión de once (11) Programas Nacionales de Formación mediante la Resolución n.° 201, publicada en la Gaceta Oficial n.° 40 941. Además, el 27 de septiembre del mismo año, a través de la Resolución n.° 248, publicada en la Gaceta Oficial n.° 40 997, se autorizó la gestión del Programa Nacional de Formación Avanzada en Medicina General Integral.
El 6 de febrero de 2017, la Universidad aprobó, en su Consejo Universitario mediante la Providencia Administrativa n.° 2017-009CUOP-007, cambiar su nombre y pasar a denominarse Universidad de las Ciencias de la Salud «Hugo Chávez Frías». Esta decisión se tomó siguiendo la instrucción del presidente de Venezuela, Nicolás Maduro, anunciada en el programa Contacto con Maduro n.° 59, el 14 de junio de 2016, donde comunicó la graduación de 225 médicos en Medicina Integral Comunitaria y el inicio de operaciones de la universidad con el nombre «Hugo Chávez Frías».
La UCS está integrada en el Sistema Público Nacional de Salud y está sujeta a las políticas y directrices del Ministerio del Poder Popular para la Salud y del Ministerio del Poder Popular para la Educación Universitaria.

## Carreras
La UCS tiene programas de pregrado y posgrado.

### Programas de Formación de Pregrado
Estos programas tienen una duración de cinco años, excepto el de Histocitotecnología que dura cuatro años y el de Medicina que dura seis años. .
Los programas de pregrado con los que cuenta la UCS son:
- Medicina
- Histocitotecnología
- Enfermería
- Bioanálisis
- Fisioterapia
- Nutrición y Dietética
- Odontología
- Farmacia
- Electromedicina e Ingeniería Biomédica
- Radioimagenologia
- Terapia Ocupacional
- Optometria
- Fonoaudiologia

### Programas de Formación de Posgrado
Estos programas tienen una duración variable según el nivel (especialización, maestría o doctorado) y la modalidad (presencial o a distancia).
Los programas de posgrado con los que cuenta la UCS son:
- Medicina general integral ( Medicina de familia)
- Salud pública
- Salud ocupacional
- Gerencia en salud
- Epidemiología
- Educación médica y bioética
- Anestesiología
- Cirugía general
- Ginecología y obstetricia
- Medicina interna
- Patología forense
- Pediatría y Puericultura
- Oftalmologia
- Otorrinolaringología

### Sedes y núcleos
La UCS tiene una sede administrativa ubicada en la Avenida San Martín en Caracas, y cuenta con 24 núcleos distribuidos en los 23 estados del país y el Distrito Capital. Cada núcleo tiene una coordinación académica y administrativa, y ofrece programas de formación de pregrado y postgrado adaptados a las necesidades y capacidades de cada región.
Además, la universidad se apoya en la red de centros de salud del Sistema Público Nacional de Salud para brindar oportunidades de formación práctica a sus estudiantes.

### Actividades de investigación

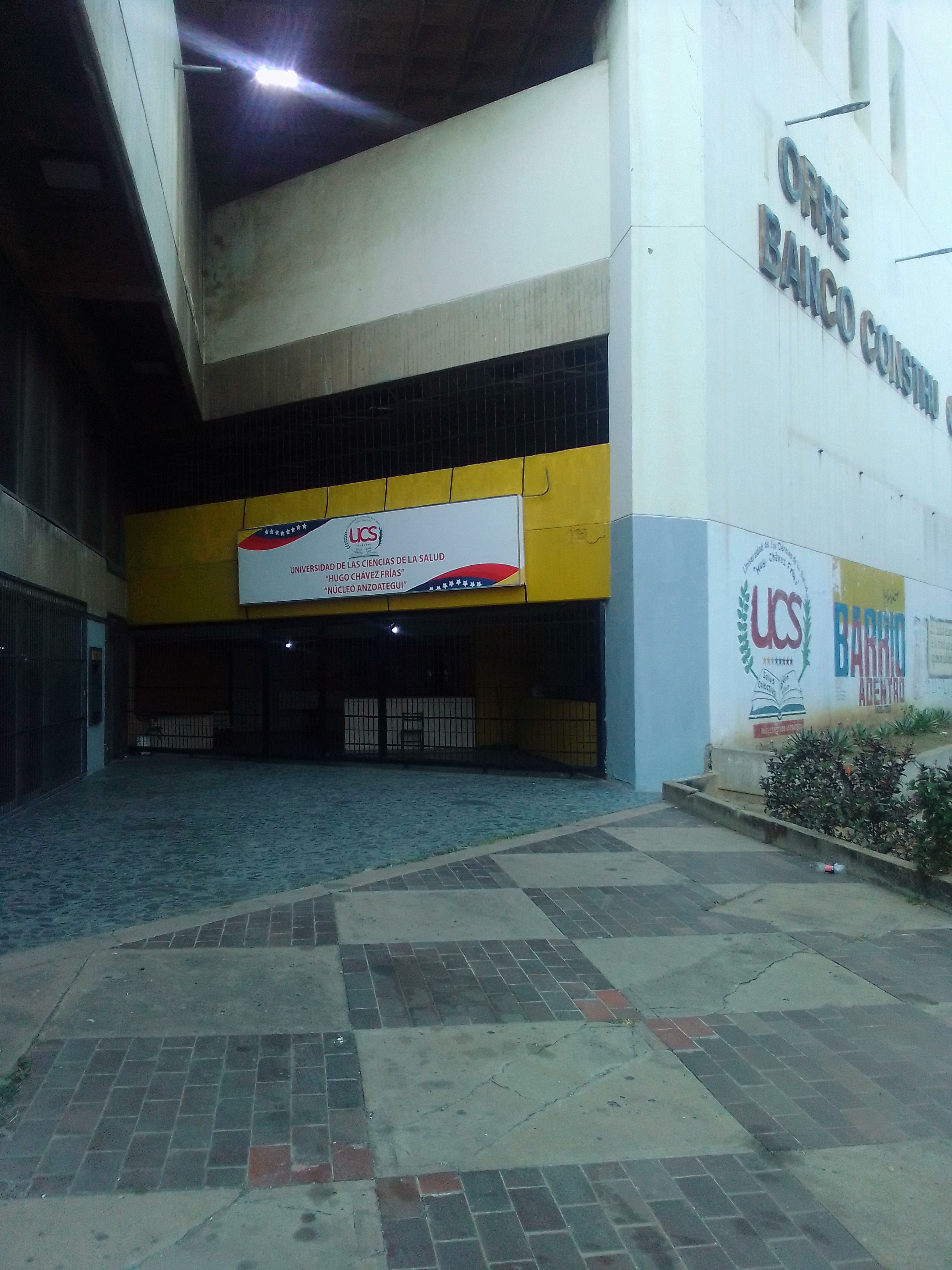
Sede de la universidad en Puerto La Cruz

La UCS lleva a cabo actividades de investigación, extensión y vinculación social que le permiten generar y aplicar conocimiento científico y tecnológico en el campo de la salud, así como interactuar con la sociedad y responder a sus necesidades. La universidad cuenta con diversas áreas de investigación, como salud pública, salud ocupacional, epidemiología, educación médica y bioética, entre otras. Estas áreas se organizan en líneas y proyectos de investigación que son llevados a cabo por grupos e investigadores reconocidos por el MPPEUCT.
Además, la universidad realiza acciones de extensión y vinculación social que se centran en la formación continua, el asesoramiento y la consultoría, la prestación de servicios, la transferencia tecnológica y la cooperación entre instituciones. Algunos ejemplos de estas actividades son el programa de salud comunitaria Barrio Adentro, el programa de formación continua para el poder popular, el programa de trasplantes de tejido corneal y renal, y el programa de ferias de oportunidades de estudios, entre otros.

## Registros de títulos

### Emisión de títulos del Instituto de Altos Estudios de Salud
El Instituto de Altos Estudios de Salud (IAES) "Dr. Arnoldo Gabaldon", una reconocida institución en el ámbito de la salud pública en Venezuela, se ha encontrado en el centro de la controversia debido a denuncias sobre irregularidades en la emisión de títulos académicos para sus egresados. La polémica radica en que los títulos son emitidos tanto por el IAES como por la Universidad de las Ciencias de la Salud (UCS), resultando en una doble titulación que no es reconocida legalmente ni en Venezuela ni en otros países.Según el doctor Björn Martínez Regalado, médico cirujano especialista en epidemiología, esta práctica de doble titulación, donde dos entidades académicas emiten conjuntamente un título, es ilegal. Las especialidades ofrecidas por el IAES son postgrados que cuentan con el aval del Consejo Nacional de Universidades (CNU). En contraposición, la Universidad de las Ciencias de la Salud opera bajo los Programas Nacionales de Formación Académica (PNFA).

#### Reacción Institucional
El director del IAES ha instado a los ministerios de Salud y Educación Universitaria a permitir la emisión de títulos exclusivamente por el IAES, sin la intervención de la UCS. Esta solicitud busca revertir una decisión política adoptada hace más de tres años. Hasta el momento, no ha habido una respuesta oficial a esta petición.El doctor Martínez Regalado, en una entrevista con El Pitazo, hace un llamado a las autoridades competentes para que resuelvan esta situación. La última cohorte afectada por esta situación está compuesta por 82 especialistas que se graduaron en diciembre de 2022, pero existen cientos de egresados previos en similares circunstancias.